# Vaggeryd
Vaggeryd er et byområde i Vaggeryds kommun i Jönköpings län i Sverige. I 2010 var indbyggertallet 4.920.